# Cynorhiza typica
Cynorhiza typica är en flockblommig växtart som beskrevs av Christian Friedrich Frederik Ecklon och Carl Ludwig Philipp Zeyher. Cynorhiza typica ingår i släktet Cynorhiza och familjen flockblommiga växter. Inga underarter finns listade i Catalogue of Life.